# John Silén
John Fredrik Silén (* 19. Juni 1869 in Helsinki; † 3. Oktober 1949 ebenda) war ein finnischer Segler.

## Erfolge
John Silén, der Mitglied von Nyländska Jaktklubben war, gewann 1912 in Stockholm bei den Olympischen Spielen in der 12-Meter-Klasse die Bronzemedaille. Er war Crewmitglied der Heatherbell, die in beiden Wettfahrten der Regatta den dritten Platz belegte und damit den Wettbewerb hinter den einzigen beiden Konkurrenten beendete, dem norwegischen Boot Magda IX von Skipper Johan Anker und dem schwedischen Boot Erna Signe von Skipper Nils Persson. Zur Crew der Heatherbell gehörten außerdem Erik Hartvall, Jarl Hulldén, Sigurd Juslén, Eino Sandelin und Max Alfthan. Skipper war Ernst Krogius.